# Tornosinus
Tornosinus là một chi bướm đêm thuộc họ Erebidae.